# Protèids
Els protèids (Proteidae) són una família d'amfibis urodels. La major part de les espècies són endèmiques de l'Amèrica del Nord on es coneixen amb el nom de "mudpuppies", és a dir "cadells del fang". Aquest nom es va originar en el folclore local dels llocs on es troben que diu que poden bordar com els cadells. Sovint són enxampats pels pescadors amb canya, sobretot durant la pesca en basses gelades.
Representen un tipus d'amfibi molt antic que data del Plistocè, en el que els adults conserven les brànquies externes.
Llur hàbitat natural són rius i basses; passen tota la vida a l'aigua.
L'únic representant a Europa d'aquesta família és l'olm (Proteus anguinus), que viu a les coves càrstiques d'Eslovènia.